# 304 TCN
304 TCN là một năm trong lịch La Mã.